# 黑美竹盾介殼蟲
黑美竹盾介殼蟲（学名：Formosaspis takahashii）为盾介殼蟲科美竹盾介殼蟲屬下的一个种。